# Susan Stroman
Susan P. Stroman (nascuda el 17 d'octubre de 1954) és una director de teatre, coreògrafa i intèrpret estatunidenca. Ha guanyat en cinc ocasions el premi Tony guanyador, quatre per la millor coreografia i una com a millor director d'un musical per The Producers.

## Biografia
Stroman va néixer a Wilmington, filla de Frances Nolan i Charles Harry Stroman. Son pare, un viatjant de comerç i pianista diletant la va iniciar a la música dels grans xous de ben petita. Va començar a estudiar dansa, concentrant-se en jazz, tap i ballet a l'edat de cinc anys. Va estudiar amb James Jamieson a l'Acadèmia de la Dansa de Wilmington. Va estudiar filologia anglesa (especialitat teatre) a la Universitat de Delaware. Va actuar, coreografiar i dirigir a teatres de la comunitat a l'àrea de Delaware i Philadelphia. Després de graduar-se el 1976, es va establir a la ciutat de Nova York. Va debutar professionalment a Hit the Deck al Goodspeed Opera House el 1977. Va començar el 1979 a Broadway com a membre de la companyia al musical Whoopee! El 1980 va ser ajudant de direcció, assistent de coreografia i cap de la colla de ball de l'obra Musical Chairs. Volia dirigir i coreografiar més aviat que actuar i per això es va centrar en el teatre. Va treballar en petites sales de festes, com a director i coreògraf d'espectacles per empreses, actuacions a clubs i publicitat.

### Carrera
La gran oportunitat de Stroman com a coreògrafa es va produir el 1987 quan el director Scott Ellis la va contractar per al seu revival a l'Off-Broadway de Flora the Red Menace (música de John Kander i Fred Ebb) al Vineyard Theatre, prop d'Union Square. El seu treball va ser vist per Hal Prince, que la va contractar per treballar en les seqüències de ball per a la seva producció de Don Giovanni a la New York City Opera. La seva relació amb Kander i Ebb va portar a co-crear, amb Ellis i David Thompson, el reeixit musical d'Off-Broadway And the World Goes 'Round el 1991. Va coreografiar Liza Stepping Out at Radio City Music Hall el 1992, per al qual va rebre una nominació a l'Emmy. Va obtenir el seu tercer crèdit a Broadway per la seva col·laboració amb el director, i llavors futur marit, Mike Ockrent a Crazy for You el 1992. L'espectacle va guanyar el premi Tony al millor musical, i Stroman va guanyar un primer premi Tony a la millor coreografia.
El 1994, Stroman va guanyar un segon premi Tony, quan va col·laborar amb Prince en el revival de Show Boat, on es va desencadenar algunes de les seves idees més innovadores. Va afegir diversos muntatges de dansa per al xou, complet amb una porta giratòria, per ajudar a guiar l'audiència a través de les generacions que ocupen l'espectacle. Stroman investigà àmpliament el període en què l'espectacle té lloc i va aprendre que als afroamericans se'ls atribueix haver inventar el charleston. Ella va utilitzar aquesta informació en el disseny dels muntatges, com el ball popular és introduït i apropiat pels personatges negres. El 1994, Stroman va col·laborar de nou amb el seu marit, Mike Ockrent a "A Christmas Carol" al Madison Square Garden, que va durar 10 anys, i l'espectacle de Broadway Big, The Musical (1996). Va tornar a la seva col·laboració amb Kander i Ebb, Ellis i Thompson en l'espectacle de Broadway Steel Pier (1997). El 1999, la seva coreografia d'Oklahoma!, dirigida per Trevor Nunn al Royal National Theatre, on Stroman guanyà el seu segon premi Olivier per la seva destacada coreografia. El seu marit Mike Ockrent va perdre la seva batalla contra la leucèmia, el 2 de desembre del 1999.
Es va submergir en el seu treball i dirigí i coreografià del seu primer espectacle de Broadway com a directora, el revival de 2000 de The Music Man. Alhora, Stroman va ser abordat per André Bishop, director artístic del teatre del Lincoln Center que va oferir-li ajuda pel desenvolupament d'un projecte de la seva elecció. Amb John Weidman, que havia escrit el llibret de Big, va començar a treballar en el qual seria Contact, que va coreografiar i dirigir. L'espectacle es va estrenar al Mitzi Newhouse Teatre del Lincoln Center, a la tardor de 1999, i més tard va ser traslladat al Vivian Beaumont Theater, més gran, on va ser reclassificat com un musical. El 2000 va guanyar el premi Tony al Millor Musical. Stroman va guanyar un tercer premi Tony a la millor coreografia. Contact guanyà un Premi Emmy 2003 per al Programa de Música-Dansa Clàssica excepcional quan una transmissió en viu de l'espectacle va aparèixer com un episodi de Live from Lincoln Center de la cadena de televisió pública PBS. Stroman va tornar al Lincoln Center Theater per a dirigir i coreografiar Thou Shalt Not (2001), amb música de Harry Connick Jr. i The Frogs (2004) amb el llibret de Nathan Lane.
Va rebre el Premi American Choreography pel seu treball en la pel·lícula Center Stage de 2000. El 2001, va dirigir i coreografiar el musical de Mel Brooks The Producers, on va reemplaçar el seu difunt marit, Ockrent, que inicialment havia rebut l'encàrrec. Va ser un èxit comercial i va guanyar el rècord de dotze premis Tony. Stroman va guanyar un quart i cinquè premi Tony per a la direcció i coreografia. Així va ser la primera dona a guanyar dos premis en la mateixa nit. També va ser la segona dona a guanyar el premi a la millor direcció d'un musical després de Julie Taymor el 1998. El 2005, va debutar com a directora de cinema amb una adaptació al cinema de The Producers. La pel·lícula va ser nominada per a quatre Globus d'Or.
El 2007, de nou tornà a col·laborar amb Brooks, com a directora i coreògrafa del musical Young Frankenstein. Alhora va ser directora i coreògrafa del musical Happiness, amb llibret de John Weidman. El musical es va estrenar el febrer de 2009 al Mitzi E. Newhouse Theater del Lincoln Center. L'octubre 2019 se'n va estrenar una adaptació en castellà, El Jovencito Frankenstein, al Teatre Tivoli de Barcelona, dirigida per Esteve Ferrer.
El musical The Scottsboro Boys es va estrenar al Vineyard Theatre el febrer de 2010. La música és de Kander i Ebb i el llibret de David Thompson; Stroman s'encarregà tant de la direcció com de la coreografia. L'obra porta a l'escenari, entre magnífiques cançons, un episodi més fosc de la discriminació racial als Estats Units: el judici iniciat el 1931 –amb la pena de mort a l'horitzó– contra nou joves negres acusats en fals de la violació de dues dones blanques. L'espectacle posteriorment va tenir 49 representacions al Lyceum Theatre a Broadway i va rebre dotze nominacions però cap premi Tony. Altres teatres com l'Old Globe de San Diego i l'American Conservatory Theater de San Francisco l'han muntat també amb molt èxit. L'Ahmanson Theater de Los Angeles ha anunciat una producció per a l'any 2013. Stroman va dirigir l'estrena de The Scottsboro Boys al Young Vic de Londres l'octubre de 2013.
Va codirigir amb Hal Prince el musical Paradise Found, estrenat a la Menier Chocolate Factory de Londres el 19 de maig de 2010. El repartiment incloïa Mandy Patinkin, Judy Kaye i Shuler Hensley.
És la directora i coreògrafa del musical, Big Fish amb cançons d'Andrew Lippa i llibre de John August. L'espectacle, basat en el llibre i la pel·lícula del mateix nom, es va estrenar a l'Oriental Theater de Chicago a l'abril i maig de 2013 i després va representar-se a Broadway el setembre de 2013 fins a desembre de 2013.
Stroman va treballar amb Woody Allen en una adaptació musical de la seva pel·lícula Bales sobre Broadway, titulat Bullets Over Broadway the Musical, que es va estrenar a Broadway l'abril de 2014.
Va dirigir i coreografiar el nou musical Little Dancer al Kennedy Center, Eisenhower Theater del 25 d'octubre de 2014 fins al 30 de novembre. El llibret i la lletra és de Lynn Ahrens i música de Stephen Flaherty.
Col·laborà amb Prince una vegada més com codirector d'un nou musical titulat Prince of Broadway, una retrospectiva de la carrera i la vida de Hal Prince. L'espectacle compta amb orquestracions i nou material escrit per Jason Robert Brown. Es es va estrenar a Tòquio al Teatre Tokyu Orb l'octubre de 2015 i després va anar a Osaka al novembre i desembre de 2015, i va comptar Tony Yazbek, Ramin Karimloo, Shuler Hensley i Nancy Opel. S'espera que s'estreni al Samuel J. Friedman Theatre de Broadway el 3 d'agost de 2017, amb estrena oficial el 24 d'agost. És una coproducció del Manhattan Theatre Club i Gorgeous Entertainment. El llibret és de David Thompson. El mateix any va realitzar una nova posada en escena de La vídua alegre de Franz Lehár.

### Dansa
El 2004, Stroman va ser la primera dona en coreografiar un ballet de llarga durada per al New York City Ballet: Double Feature, amb música d'Irving Berlin i Walter Donaldson, es troba ara al repertori del New York City Ballet.
Ja havia treballat amb el New York City Ballet el 1999, quan es va crear Blossom Got Kissed, amb la música de Duke Ellington, per celebrar el 50è aniversari de la companyia. Més tard es va tornar a examinar la peça, la coreografia de tres balls curts addicionals per dur a terme juntament amb l'original. Aquest nou ballet ampliat titulat For the Love of Duke va ser estrenada al maig de 2011. El 1997 va crear But Not for Me per a la Martha Graham Company, amb música de George Gershwin.
L'estrena mundial de Take Five… More Or Less amb el Pacific Northwest Ballet va estrenar-se el 2008. Stroman combinà la música de jazz de Dave Brubeck i el treball de puntes clàssic.

### Televisió
Va aparèixer com ella mateixa en la quarta temporada de la sèrie d'HBO Curb Your Enthusiasm, dirigint Larry David i David Schwimmer en una producció d'èxit de Broadway, The Producers.
També ha aparegut en diverses ocasions com a si mateixa en el programa de cuina Barefoot Contessa de Food Network ja que és amiga de la presentadora, Ina Garten.

## Premis i nominacions
| Any  | Premi                       | Categoria                                              | nominat                                              | Resultat   |
| ---- | --------------------------- | ------------------------------------------------------ | ---------------------------------------------------- | ---------- |
| 1991 | Premi Drama Desk            | Coreografia més destacada                              | And the World Goes 'Round                            | nominada   |
| 1991 | Premi Outer Critics Circle  | Coreografia més destacada                              | And the World Goes 'Round                            | GUANYADORA |
| 1992 | Premi Tony                  | Millor coreografia                                     | Crazy For You                                        | GUANYADORA |
| 1992 | Premi Drama Desk            | Coreografia més destacada                              | Crazy For You                                        | GUANYADORA |
| 1992 | Premi Outer Critics Circle  | Coreografia més destacada                              | Crazy For You                                        | GUANYADORA |
| 1993 | Laurence Olivier Award      | Millor Coreògraf                                       | Crazy For You                                        | GUANYADORA |
| 1993 | Primetime Emmy Award        | Outstanding Individual Achievement in Choreography     | Liza Minnelli Live from Radio City Music Hall        | nominada   |
| 1995 | Premi Tony                  | Millor coreografia                                     | Show Boat                                            | GUANYADORA |
| 1995 | Premi Outer Critics Circle  | Coreografia més destacada                              | Show Boat                                            | GUANYADORA |
| 1995 | Premi Outer Critics Circle  | Coreografia més destacada                              | A Christmas Carol                                    | GUANYADORA |
| 1996 | Premi Tony                  | Millor coreografia                                     | Big                                                  | nominada   |
| 1997 | Premi Tony                  | Millor coreografia                                     | Steel Pier                                           | nominada   |
| 1997 | Premi Drama Desk            | Coreografia més destacada                              | Steel Pier                                           | nominada   |
| 1997 | Premi Outer Critics Circle  | Coreografia més destacada                              | Steel Pier                                           | nominada   |
| 1999 | Premi Laurence Olivier      | Millor Coreògraf                                       | Oklahoma!                                            | GUANYADORA |
| 2000 | Premi Tony                  | Millor direcció de musical                             | Contact                                              | nominada   |
| 2000 | Premi Tony                  | Millor direcció de musical                             | The Music Man                                        | nominada   |
| 2000 | Premi Tony                  | Millor coreografia                                     | The Music Man                                        | nominada   |
| 2000 | Premi Tony                  | Millor coreografia                                     | Contact                                              | GUANYADORA |
| 2000 | Premi Drama Desk            | Direcció de musical més destacada                      | Contact                                              | nominada   |
| 2000 | Premi Drama Desk            | Direcció de musical més destacada                      | The Music Man                                        | nominada   |
| 2000 | Premi Drama Desk            | Coreografia més destacada                              | The Music Man                                        | nominada   |
| 2000 | Premi Drama Desk            | Coreografia més destacada                              | Contact                                              | GUANYADORA |
| 2000 | Premi Outer Critics Circle  | Direcció de musical més destacada                      | Contact                                              | GUANYADORA |
| 2000 | Premi Outer Critics Circle  | Direcció de musical més destacada                      | The Music Man                                        | GUANYADORA |
| 2000 | Premi Outer Critics Circle  | Coreografia més destacada                              | The Music Man                                        | GUANYADORA |
| 2000 | Premi Outer Critics Circle  | Coreografia més destacada                              | Contact                                              | GUANYADORA |
| 2000 | Premi American Choreography | Assoliment més destacat en una pel·lícula              | Center Stage                                         | GUANYADORA |
| 2001 | Premi Tony                  | Millor direcció de musical                             | The Producers                                        | GUANYADORA |
| 2001 | Premi Tony                  | Millor coreografia                                     | The Producers                                        | GUANYADORA |
| 2001 | Premi Drama Desk            | Direcció de musical més destacada                      | The Producers                                        | GUANYADORA |
| 2001 | Premi Drama Desk            | Coreografia més destacada                              | The Producers                                        | GUANYADORA |
| 2001 | Premi Outer Critics Circle  | Direcció de musical més destacada                      | The Producers                                        | GUANYADORA |
| 2001 | Premi Outer Critics Circle  | Coreografia més destacada                              | The Producers                                        | GUANYADORA |
| 2002 | Premi Tony                  | Millor coreografia                                     | Oklahoma!                                            | nominada   |
| 2002 | Premi Drama Desk            | Coreografia més destacada                              | Oklahoma!                                            | GUANYADORA |
| 2002 | Premi Outer Critics Circle  | Coreografia més destacada                              | Oklahoma!                                            | GUANYADORA |
| 2005 | Premis Stinkers Bad Movie   | Pitjor sentit de direcció                              | The Producers                                        | nominada   |
| 2008 | Premi Drama Desk            | Coreografia més destacada                              | Young Frankenstein                                   | nominada   |
| 2008 | Premi Outer Critics Circle  | Direcció de musical més destacada                      | Young Frankenstein                                   | nominada   |
| 2008 | Premi Outer Critics Circle  | Coreografia més destacada                              | Young Frankenstein                                   | nominada   |
| 2009 | Premi Outer Critics Circle  | Direcció de musical més destacada                      | Happiness                                            | nominada   |
| 2009 | Premi Outer Critics Circle  | Coreografia més destacada                              | nominada                                             |            |
| 2010 | Premi Drama Desk            | Direcció de musical més destacada                      | The Scottsboro Boys                                  | nominada   |
| 2010 | Premi Drama Desk            | Coreografia més destacada                              | The Scottsboro Boys                                  | nominada   |
| 2010 | Premi Outer Critics Circle  | Direcció de musical més destacada                      | The Scottsboro Boys                                  | nominada   |
| 2010 | Premi Outer Critics Circle  | Coreografia més destacada                              | The Scottsboro Boys                                  | nominada   |
| 2011 | Premi Tony                  | Millor direcció de musical                             | The Scottsboro Boys                                  | nominada   |
| 2011 | Premi Tony                  | Millor coreografia                                     | The Scottsboro Boys                                  | nominada   |
| 2011 | Premi Astaire               | Coreografia més destacada en un espectacle de Broadway | The Scottsboro Boys                                  | GUANYADORA |
| 2011 | Premi Drama League          | Premi Julia Hansen per l'Excel·lència en la direcció   | Premi Julia Hansen per l'Excel·lència en la direcció | GUANYADORA |
| 2014 | Premi Tony                  | Millor coreografia                                     | Bullets Over Broadway                                | nominada   |
| 2014 | Premi Drama Desk            | Direcció de musical més destacada                      | Bullets Over Broadway                                | nominada   |
| 2014 | Premi Drama Desk            | Coreografia més destacada                              | Bullets Over Broadway                                | nominada   |
| 2014 | Premi Outer Critics Circle  | Coreografia més destacada                              | Bullets Over Broadway                                | nominada   |
| 2014 | Premi Astaire               | Coreografia més destacada en un espectacle de Broadway | Bullets Over Broadway                                | nominada   |
| 2014 | Premi Astaire               | Coreografia més destacada en un espectacle de Broadway | Big Fish                                             | nominada   |

## Produccions teatrals
Teatre
- 1980 Musical Chairs (1980 Musical) (Ajudant de direcció/Coreografa) (Broadway)
- 1987 Flora the Red Menace (Coreografa) (Off-Broadway)
- 1989 Don Giovanni (Coreografa) (New York City Opera)
- 1990 A Little Night Music (Coreografa) (New York City Opera)
- 1991 And The World Goes 'Round (Coreografa) (Off-Broadway)
- 1992 Liza Minnelli - Stepping Out At Radio City (Coreografa)
- 1992 110 in the Shade (Coreografa) (New York City Opera)
- 1992 Crazy for You (Coreografa) (Broadway)
- 1993 Show Boat (Coreografa) (Broadway)
- 1994 Picnic (Coreografa of Musical Interludes) (Broadway)
- 1994 A Christmas Carol (Coreografa) (Madison Square Garden)
- 1996 Big (Coreografa) (Broadway)
- 1997 Steel Pier (Coreografa) (Broadway)
- 1998 Oklahoma! (Coreografa) (West End)
- 1999 Contact (Directora/Coreografa) (Off-Broadway) (Mitzi E. Newhouse Theater at Lincoln Center Theater)
- 2000 The Music Man (Directora/Coreografa) (Broadway)
- 2000 Contact (Directora/Coreografa) (Broadway) (Vivian Beaumont Theater at Lincoln Center Theater)
- 2001 The Producers (Directora/Coreografa) (Broadway)
- 2001 Thou Shalt Not (Directora/Coreografa/creadora) (Broadway) (Lincoln Center Theater)
- 2002 Oklahoma! (Coreografa) (Broadway)
- 2004 The Frogs (Directora/Coreografa) (Broadway) (Vivian Beaumont Theater at Lincoln Center Theater)
- 2007 Young Frankenstein (Directora/Coreografa) (Broadway)
- 2008 Happiness (Directora/Coreografa) (Off-Broadway) (Mitzi E. Newhouse Theater at Lincoln Center Theater)
- 2010 The Scottsboro Boys (Directora/Coreografa) (Off-Broadway) (Vineyard Theater)
- 2010 Paradise Found (Co-Directora/Coreografa) (Menier Chocolate Factory)
- 2010 The Scottsboro Boys (Directora/Coreografa) (Broadway) (Lyceum Theatre)
- 2013 Big Fish (Directora/Coreografa) (Broadway) (Neil Simon Theatre)
- 2014 Bullets over Broadway (Directora/Coreografa) (Broadway) (St. James Theatre)
- 2014 Little Dancer (Directora/Coreografa) Kennedy Center
- 2015 Prince of Broadway (Directora/Coreografa) Tokyo
- 2017 Crazy for You" (Directora/Coreografa) (Off Broadway) Lincoln Center

Dança
- 1997 But Not for Me (Martha Graham Company)
- 1999 Blossom Got Kissed (New York City Ballet)
- 2004 Double Feature: The Blue Necklace and Makin' Whoopee (New York City Ballet)
- 2008 Take Five...More or Less (Pacific Northwest Ballet)
- 2011 For the Love of Duke (New York City Ballet)

## Enllaços extens
- Susan Stroman a Internet Broadway Database
- Susan Stroman - Downstage Center interview at American Theatre Wing.org
- Susan Stroman Arxivat 2013-08-26 a Wayback Machine. TIME Broadway's Favorite Babe